# Nilobezzia javanensis
Nilobezzia javanensis är en tvåvingeart som beskrevs av John William Scott Macfie 1934. Nilobezzia javanensis ingår i släktet Nilobezzia och familjen svidknott. Inga underarter finns listade i Catalogue of Life.